# András Szatmári
András Szatmári (n. 3 februarie 1993, Budapesta, Ungaria) este un scrimer maghiar, specializat pe sabie. A fost vicecampion laureat cu argint pe echipe la Campionatul Mondial de Scrimă din 2016.

## Carieră
S-a apucat de scrimă pentru să urmeze pașii tatălui său, care trăsese la clubul „Vasas” din Budapesta. Primul său antrenor a fost György Gerevich, fiul multiplului campion olimpic Aladár Gerevich, care i-a și pregătit pe Áron Szilágyi și Csanád Gémesi.
A fost campion european la juniori (sub 21 de ani) și la tineri (sub 23 de ani) în anul 2012. În anul următor a cucerit medalia de argint la Campionatul Mondial pentru juniori de la Poreč.
La categoria de seniori, a ajuns în sferturile de finală la Campionatul Mondial din 2013 „acasă”, la Budapesta, dar a fost învins de rusul Nikolai Kovaliov. S-a alăturat lotului național în anul următor. În acest cadru, a cucerit medalia de bronz la Campionatul Mondial din 2014 după ce Ungaria a pierdut cu Coreea de Sud în semifinală, dar a câștigat împotriva Rusiei în „finala mică”.

## Legături externe
- Materiale media legate de András Szatmári la Wikimedia Commons
- Prezentare Arhivat în 12 august 2014, la Wayback Machine. la Confederația Europeană de Scrimă
- en András Szatmári la Olympedia.org